# KK Alkar
Maillots
Le Košarkarški Klub Alkar, ou Alkar Sinj, est un club croate de basket-ball basé à Sinj.  Le club appartient à l'élite du championnat croate.

## Entraîneurs successifs
- Depuis ? : Goran Caktas